# سیارک ۲۵۶۸۳
سیارک ۲۵۶۸۳ (به انگلیسی: 25683 Haochenhong، نامگذاری:2000AA114)۲۵۶۸۳مین سیارک کشف شده‌است که در ۰۵ ژانویه ۲۰۰۰ کشف شد.